# Mariya Ahmed Didi
Mariya Ahmed Didi, née le 18 août 1962 à Malé, avocate de formation est membre du parlement des Maldives et une militante sociale qui agit pour la défense des droits des femmes. Elle est diplômée en droit au Royaume-Uni et devient la première femme, avocate des Maldives. Elle est élue, en tant qu'indépendante, au parlement de son pays, puis rejoint un parti d'opposition en novembre 2005. Elle prend la présidence du Parti démocratique maldivien de mars 2008 à 2011.
En mars 2006, en réaction à l'arrestation par la police d'une militante à son domicile, tard dans la nuit, elle organise le premier rassemblement pour les droits des femmes aux Maldives. Ses adversaires lui jettent de l'huile et la poursuivent à moto mais elle poursuit la manifestation, malgré tout.
Elle est battue et arrêtée en février 2012, pour avoir protesté contre l'éviction controversée de l'ancien président Mohamed Nasheed.
Elle reçoit, en 2007, le 1er prix international de la femme de courage,.